# Henryk V Salicki
Henryk V (niem. Heinrich V, ur. prawdopodobnie 11 sierpnia 1081, zm. 23 maja 1125) – król niemiecki od 1105, cesarz rzymski od 1111, syn i następca cesarza Henryka IV.
W 1099 został koronowany na króla Niemiec, by zapewnić mu bezproblemową sukcesję po ojcu. W 1105 roku, wobec narastającego oporu książąt przeciw polityce Henryka IV, postanowił uratować własną pozycję i przyłączył się do sojuszu papieża Paschalisa II i niemieckiej opozycji. Pozbawił ojca tronu i przejął samodzielnie rządy.

## Rządy w Niemczech i spór z Papiestwem
Henryk V zaręczył się z córką króla Anglii, Henryka I, i dzięki pieniężnemu wsparciu tego ostatniego wyprawił się w 1110 roku do Włoch z armią liczącą ok. 30 tysięcy żołnierzy. W Sutri zaproponował Paschalisowi II kompromisowe porozumienie w sprawie godności kościelnych i został koronowany na cesarza. Na mocy układu przekazał regale (prerogatywy królewskie) na terytorium dóbr kościelnych w ręce biskupów i zrzekł się prawa ich wyznaczania, w zamian za co miał decydować o nadawaniu im lenn – papież zrzekł się w imieniu Kościoła praw do uposażeń biskupich ze stron cesarza. Takie rozwiązanie wywołało poruszenie wśród ludu rzymskiego i podczas koronacji Henryka doszło do zamieszek. Cesarz pojmał wtedy papieża i kardynałów i zmusił Paschalisa do potwierdzenia paktu wbrew opinii wiernych. Kompromis jednak upadł: Henryk napotkał opór przywiązanych do swoich majątków niemieckich prałatów, których pozycję w Niemczech król starał się potem umniejszyć.
Henryk władzę swą oparł na ministeriałach i miastach cesarskich, dystansując książąt i biskupów. Co jakiś czas musiał mierzyć się z opozycją możnych. W 1115 roku poniósł pod Welfensholz klęskę w starciu ze zbuntowanym księciem saskim, Lotarem z Supplinburga, którego sam w 1106 roku osadził na książęcym tronie. Do końca życia cesarz nie odzyskał kontroli nad Saksonią.
W 1118 roku został ekskomunikowany przez nowego papieża Gelazego II, ale ostatecznie 23 września
1122 roku zawarł z jego następcą Kalikstem II kompromisowy konkordat wormacki, kończąc tym samym długoletni spór o inwestyturę. Panowanie Henryka V to okres dalszego upadku autorytetu cesarskiego. Walki wewnątrz Niemiec i z papiestwem kompromitowały cesarza, wykazując jego niezdolność do zaprowadzenia trwałego porządku.

## Polityka wschodnia
W 1109 zorganizował wyprawę przeciwko Polsce, aby wymusić podział tego kraju. Zamiar się nie powiódł: najpierw nie udało mu się zająć Bytomia Odrzańskiego, następnie poniósł klęskę w oblężeniu Głogowa, po czym odstąpił na południe w kierunku Wrocławia (porażka, jaką tam poniósł stała się później zalążkiem wincentyńskiej legendy o bitwie na Psim Polu), a potem na wschód pod Kraków, również bez powodzenia.
W 1110 udzielił wsparcia Władysławowi I w staraniach o tron czeski.
Umierając nie posiadał syna, mianował więc swoim następcą księcia Szwabii Fryderyka II Hohenstaufa, jednak książęta wybrali na króla adwersarza Henryka, Lotara z Supplinburga. Henryk V był ostatnim przedstawicielem dynastii frankońskiej na niemieckim tronie. Pochowano go w katedrze w Spirze.

## Małżeństwa i potomstwo
Henryk V w 1114 ożenił się z Matyldą, córką Henryka I, króla Anglii. Para cesarska nie miała dzieci, aczkolwiek kronikarz Hermann z Tournai zapisał, że cesarzowa urodziła dziecko, które żyło tylko kilka chwil.